# Mbaéré (Sangha-Mbaéré)
Mbaéré est une  commune rurale de la préfecture de Sangha-Mbaéré, en République centrafricaine. Elle tient son nom de la rivière Mbaéré. La principale localité de la commune est la ville de Bambio, chef-lieu de sous-préfecture. 

## Géographie
La commune de Mbaéré est située à l’ouest de la préfecture de Sangha-Mbaéré. Elle est frontalière de la République du Congo.
|      | Senkpa-Mbaéré       | Boganda |
| Nola | Mbaéré              | Lobaye  |
|      | République du Congo |         |

## Villages
Les principaux villages de la commune sont : Bambio, Bounguélé, Damba Zozo et Ndélé.
En zone rurale, la commune compte 28 villages recensés en 2003 : Bambio centre, Bambio haoussa, Bangoto, Barondo, Batali, Bounguele, Camp Sefca, Dambazozo, Depa1, Doholo, Domo, Gbadane, Gbaza, Kambaoro, Kanare, Kenengue, Kopou, Lissoua, Londo, Mambele, Mbaere (1,2,3), Mbaere 4, Mbakolo, Moule, Ndélé, Ngoundi, Yaounga, Youma-Bambio.

## Éducation
La commune compte 5 écoles publiques : Sous-préfectorale de Bambio, et à Mambele, Bounguele, Batali, Lissoua et deux écoles privées : Mon Rocher à Mambélé et Savoir pour tous à Mambélé.